# 湯田町
湯田町（ゆだまち）は、岩手県の中西部に位置し、湯田温泉峡で知られていた町である。2005年（平成17年）11月1日に沢内村と合併し、西和賀町となった。

## 地理
気候は奥羽山脈に三方を囲まれた豪雪地帯に位置するため、冬には2メートルを超える大雪が降り、一方は秋田県の横手盆地に向かって開かれている点が特色である。
また、春・夏・秋・冬の四季がはっきりと認識できる。
この町の歴史は古く、町南部には湯田ダムのダム湖として錦秋湖がある。この湖はダム水源地環境整備センターのダム湖百選に選ばれている。
- 山：奥羽山脈、南本内岳、女神山、三森山、三界山
- 湖沼：錦秋湖、湯川沼
- 滝：白糸の滝

## 歴史
18,500年前の旧石器時代の大台野遺跡が町内から発見されている。

### 沿革
- 1889年（明治22年）4月1日 - 町村制の施行に伴い、西和賀郡湯田村が単独で村制施行。
- 1897年（明治30年）4月1日 - 郡制の施行に伴い西和賀郡と東和賀郡が合併し、和賀郡が発足[1]。湯田村は和賀郡所属となる。
- 1964年（昭和39年）8月1日 - 湯田村が町制施行し、和賀郡湯田町となる。
- 2005年（平成17年）11月1日 - 湯田町と和賀郡沢内村が合併し、和賀郡西和賀町となる。

## 行政
- 最後の町長：細井 洋行（ほそい ようこう・2000年11月29日就任）

## 地域

### 健康

#### 病院
- 赤坂医院
- 佐々木内科小児科医院
- 高橋医院
- 高義歯科クリニック
- 湯田歯科医院

#### 老人介護施設
- 光寿苑 特別養護老人ホーム
- 介護老人保健施設 清水苑
- 清水苑 指定居宅介護支援事業所
- 悠々館
- 湯田町在宅介護支援センター

#### 幼児保育施設
- 川尻保育園
- 湯本保育園

### 教育
- 湯田町立川尻小学校
- 湯田町立湯本小学校
- 湯田町立越中畑小学校
- 湯田町立湯田中学校
- 岩手県立西和賀高等学校

## 交通

### 鉄道
- 東日本旅客鉄道（JR東日本）
  - 北上線 ： ゆだ錦秋湖駅 - ほっとゆだ駅 - ゆだ高原駅

### バス
- 岩手県交通
  - 湯川線
    - ほっとゆだ駅 - 天子森 - 土畑 - ふるさとランド - 出戸の湯 - 湯川温泉

  - 北上線
    - 町立西和賀さわうち病院 - 湯本温泉 - ほっとゆだ駅 - 横川目 - 江釣子パル前 - 北上駅 - 県立中部病院

  - 川尻線
    - ほっとゆだ駅 - 湯田中学校前 - 大沓 - 湯ノ沢 - 二度逢瀬 - 湯本下町 - 湯本温泉 - 湯本郵便局前 - 町立西和賀さわうち病院

  - 沢内線
    - ほっとゆだ駅 - 湯本温泉 - 新町 - 太田(沢内センター) - 泉沢 - 川舟 - 貝沢

  - 山伏線
    - ほっとゆだ駅 - 湯本温泉 - 新町 - 太田(沢内センター) - 泉沢 - 川舟 - 貝沢 - 盛岡バスセンター

### 道路
- 高速自動車国道
  - 秋田自動車道 ： 錦秋湖SA - 湯田IC
- 一般国道
  - 国道107号
- 主要地方道
  - 岩手県道・秋田県道1号盛岡横手線
  - 岩手県道・秋田県道12号花巻大曲線
- 一般県道 
  - 岩手県道118号陸中川尻停車場線
  - 岩手県道133号陸中大石停車場線
  - 岩手県道215号湯川温泉線

## 主要施設・観光地

### 温泉
- 湯田温泉峡

### 秘湯
- 見立温泉

### 道の駅
- 道の駅錦秋湖

### キャンプ施設
- 長峰公園キャンプ場
  - フィールドアスレチック公認コース、バンガロー4棟あり、炊事施設あり、テントでのキャンプ可
- 焼地台公園
  - ジャンボスライダー、キャンピングカー駐車宿泊可能、炊事施設あり、テントでのキャンプ可
- 峠山パークランド
  - キャンピングカー駐車宿泊設備なし、炊事設備あり、テントでもキャンプ可
- ゆだふるさとランド
  - 釣り堀・ゴーカート・テニスコート、宿泊施設あり

### スキー場
- 町営湯田スキー場

### ゴルフ場
- 湯田高原カントリークラブ

### プール
- 湯田町屋内温泉プール
  - 湯本温泉内にあり温泉が引かれたプール。そのため四季を通じて使用することができる。併設施設として湯田町健康管理センター丑の湯がある。

### 体育館
- 湯田地域農業者トレーニングセンター
  - トレセンと略される、湯本・湯田地域の総合屋内体育施設として活用されている。
- 湯田勤労者体育センター

## 祭り・行事
- 白木野人形送り（1月）
- 湯田温泉峡雪あかり（2月）
- 湯本鬼剣舞
  - 1968年（昭和43年）に岩崎鬼剣舞に師事、以後25年もの間活動を続けている。1988年（昭和63年）、岩崎鬼剣舞から念仏秘伝書を伝授され現在に至る。
- 長松垢離とり（裸祭り）
  - 約380年程前から続く山神様の年取りの日に行われる行事、地区の若者（現在では老人も参加）がふんどし一本を締めて雪の積もる湯之沢川で禊払いを行う。
- 錦秋湖湖水まつり（5月）
  - 水上花火ほか
- 錦秋湖マラソン（5月）
  - 30km、ハーフ、10km公認コース
- あやめ祭り（7月）
  - 町営グラウンド・あやめ園で開催、10万本以上のあやめが一斉に咲き乱れる様は圧巻。
- 錦秋ライン和賀川ゴムボート川下り（7月）
- お盆のお祭り（8月）
  - 各地域で催される盆踊り、花火大会
- 湯川温泉きのこまつり（10月）

## 名所・旧跡
- 秀衡街道(奥州山道)
- 湯川沼の浮島
  - 湯川温泉・奥の湯から20分程度、直径1～5mの浮草が集まって浮いている島。
- 女神山・白糸の滝・ 姥滝・ 降る滝
  - 下前から30分、原生林の中に広がる白糸の様な滝が舞い落ちる（高さ30m、巾20m）。
- 南本内岳
  - 焼石連峰の主峰、和賀郡で一番の高山、春草花が咲き揃う。夏油温泉へのトレッキングルートもある。
- 川尻貯砂ダム
  - 町民総合グラウンド・あやめ園沿いに建設された貯砂ダム。夏季間は貯砂ダムの内側を歩いて渡れる。

## 博物館・美術館・地域劇団
- 湯田町歴史民俗資料館
  - 大台野遺跡発掘資料、カラカサ連判状、明治4年湯田村大絵図、沢内年代記（巣郷本）など町内の歴史遺物が展示されている。
- 川村美術館
  - 湯田町出身の画家である川村勇の作品を数多く収蔵、1953年（昭和28年）の日展入選作品「市場にて」、1954年（昭和29年）の「配給日」等代表作をはじめとして30数点を常設展示している。
- デッサン館
  - 川村勇のデッサンや素描90数点を展示。工房も再現している。
- ゆだ文化創造館銀河ホール
  - 町立の地域共同劇場として建設、国際チーホフ祭など演劇関係の催し物を定期的に開催している。
- 湯本博物館
  - 地域の民具・鉱山用具など多数を展示。
- 岩手ぶどう座
  - 地域劇団、1950年（昭和25年）活動開始、主宰者は劇作家の川村光夫。代表作品「うたよみざる」はミュージカルとして全国へ紹介され、海外ではロシアにおいて公演された。

## 名産・特産
- 舞茸
  - 一年を通じてハウス栽培による安定生産を行う。
- スッポン
  - 温泉熱を利用して養殖しており、町内の旅館・飲食店に出荷。すっぽんスープ、すっぽんラーメン等がある。
- りんどう
  - 温泉水ハウスを利用して鉢植早出し栽培をして年間を通じて安定供給が可能。

## 出身有名人
- 菊池淡水 - 尺八演奏者
- 川村勇 - 画家
- 高橋広 - 漫画家
- 山崎和賀流 - 俳人
- 藤原崇 - 衆議院議員

## ゆかりの有名人
- 正岡子規（俳人）
- 関徳彌（歌人）